# 甲骨文
甲骨文，又称契文、龟甲文字、殷墟文字、甲骨卜辭，為商朝晚期王室用於占卜記事而在龜甲或獸骨上契刻的文字，是中國乃至於整個東亞已知最早的成體系的成熟文字。商代文字上承原始刻符號，下啟西周文字，是漢字發展的關鍵形態。現成熟的今文字或說楷書即由商代文字漸漸演變而來。除了甲骨文，商代文字也包括商代金文，是通常比甲骨文更正式的書體。
一般認為，晚清官員、金石學家王懿榮於光緒二十五年（1899年）從來自河南安陽的甲骨上發現了甲骨文。安陽城西北的小屯村，是商晚期國都遺址“殷墟”的所在，考古發掘及其他途徑出土的甲骨已超過十萬塊。此外，在河南其他地方也有例如狩獵旅行、獻祭、戰爭或其他事件的記錄。这些甲骨文年代被确定为從商晚期武丁在位开始（约前1250－前1200年）延續到春秋 。
甲骨文的發現，促進了各國學者對中國上古史和古文字學等領域的深入研究，并開創了一門嶄新學科—甲骨學。
2006年時，有考古學者、古文學者指出，陶文及賈湖契刻符號可與甲骨文同爭中國及大東亞文化圈之最早文字。

## 發現與命名
全世界目前已发现的殷商甲骨文字約5000字，但真正被释读出来的字数不到2000字。而在已经破译的甲骨文中，也有一批尚有争议。
甲骨文自發現以來，學者從不同角度提出過多種不同命名：
- 從書寫材料角度，其文字刻寫於龜腹背甲和獸骨之上，因而有龜甲文字、龜版文、龜甲獸骨文字等名稱。
- 從文字用途角度，其文字用於占卜記錄，因而有卜辭、貞卜文字、甲骨卜辭等名稱。
- 從書寫方式角度，其文字為刀筆刻劃，因而有契文、殷契文字等名稱。
- 从文字发现位置角度，甲骨文大多出土于河南安阳小屯村殷墟遗址，因而有殷墟卜辞、殷墟书契、殷墟文字，简称卜辞、殷契、契文。

民國十年（1921年）12月25日，史學家陸懋德在北京《晨报副刊》發表的“甲骨文之发现及其价值”中首次提出「甲骨文」一詞。隨後，王國維、郭沫若、董作賓等人陸續在著作中使用，該詞逐漸被學術界和大眾認可，成為通用的名稱。

## 歷史

### 起源
由於甲骨文本身已經是一種發展得非常成熟的文字系統，所以學者認為它應該是起源於一種更原始的文字。2003年至2006年間，浙江省文物考古研究所與平湖市博物館對位於中國浙江省平湖市林埭鎮莊橋墳遺址的大型良渚文化遺址發掘，發現240多件器物有刻畫符號，被認為可能是甲骨文的其中一個可能的起源，被稱為「良渚原始文字」。美國學者吉德煒（David Noel Keightley）認為殷商甲骨文源自於良渚文字。
中華人民共和國學者唐蘭與裘錫圭認為，甲骨文源於大汶口陶文。裘錫圭認為，良渚文字的結構與中原系統文字不同，為漢字先驅，但不是殷商甲骨文與現代漢字的直系先祖。李學勤主張，良渚文字演變為大汶口陶文，再演變成殷商甲骨文。

### 塵封

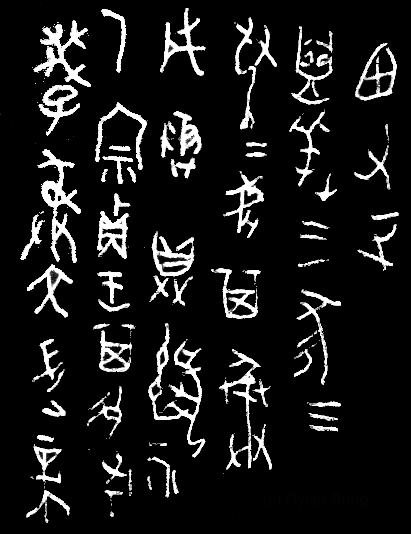
周朝手刻版

《禮記·表記》載：「殷人尊神，率民以事神，先鬼而後禮。」現在已知殷商君王在處理大小事務之前，都要用甲骨進行占卜，祈問鬼神，常命巫師在龜甲獸骨上鑽洞燒灼，形成裂痕。巫師根據裂痕分辨神諭，事後將所問之事契刻於甲骨上。商亡之後，占卜在周代逐漸絕跡，其文字也逐漸不為人知。甲骨文最早出土於何時，目前尚無定論。河南安陽殷墟一帶，自北宋以來就不斷發現商代銅器，當地在千百年前即有甲骨出土是完全有可能的。但直到清末，歷代學者都沒有注意到甲骨文的存在。

### 重現
學術界基本認同清末官員、金石學家王懿榮是甲骨文的最早發現者。而關於具體發現過程則有兩說。
第一說源於劉鶚的記載。光緒二十五年（1899年），河南出土龜版之後，被山東濰縣古董商人范壽軒、范維卿等人收購，并運至北京售賣。時任國子監祭酒的王懿榮素來喜好收集古物，通曉金石文字，從古董商手中高價收購了這批甲骨。
另一說流傳甚廣，與中藥「龍骨」密不可分。龍骨一般是指遠古動物的骨骼化石，中醫認為其可以入藥，有治療咳逆、瀉痢、便血的作用。後來，甲骨代替龍骨，用於藥用，安陽一帶有人甚至世代以此為業。在這一過程中，甲骨文資料受到了不可估量的損失。光緒二十五年，王懿榮染疾服藥，偶然在中藥中的龍骨上發現了古文字。

### 認定
王懿榮爲清末翰林，進士出身，具有深厚的金石學造詣。他在得到甲骨之後，即認定其上文字是比籀文更加古老的殷商遺物，并開始重金收購有字甲骨，至光緒二十六年（1900年）春，共得到1500片左右。然而，王懿榮尚未對這種文字進行深入研究，即在同年七月八國聯軍攻佔北京時自殺殉國。
王懿榮對甲骨的收購，逐漸引起學者重視，古董商人則故意隱瞞甲骨出土地，以壟斷貨源，從中漁利。王懿榮好友劉鶚等派人到河南多方打探，皆以為甲骨來自河南湯陰。後來羅振玉經過多方查詢，終於確定甲骨出土於河南安陽洹河之濱的小屯村，這裡與古文獻記載的商朝後期的殷都所在地相吻合。

### 發掘
甲骨文的發現引發了當地民間對甲骨的私掘熱潮，各地古董商人、藏家學者紛至沓來，大量收買。據統計，到民國十七年（1928年），已有數萬片甲骨流散各地。
同年，中央研究院歷史語言研究所成立，創辦人傅斯年很快提出殷墟發掘計劃。8月，在考古學家董作賓領導之下，第一次對殷墟進行了科學發掘，直到民國二十六年（1937年）抗戰爆發前夕，前后共进行十五次發掘，獲得有字甲骨24918片，尤其是其中民國二十五年的第十三次挖掘，於YH127坑獲得極重要的巨量甲骨一萬六千餘版，震驚海內外學術界。
日軍佔領安陽期間，日本方面曾組織日本學者在當地發掘甲骨及其他文物，并將所得運往日本。
中華人民共和國成立後，中國科學院等部門繼續開展甲骨發掘工作，共獲得5300多片。此外，河南輝縣、偃師、洛陽、鄭州二里崗及河北藁城等地的商代遺址也有有字甲骨出土。陝西岐山、山西洪洞、北京昌平等地還發現了周代的有字甲骨。
| 甲骨時代                            | 甲骨佔量 |
| 第1期（27代武丁時代）               | 57％     |
| 第2期（28代祖庚，29代祖甲兄弟時代） | 11％     |
| 第3期（30代廪辛，31代康丁兄弟時代） | 12％     |
| 第4期（32代武乙，33代文丁時代）     | 8％      |
| 第5期（34代帝乙，35代帝辛時代）     | 10％     |

（盘庚、小辛、小乙时期的甲骨较少，总共约占殷墟甲骨的2％。)

這些甲骨文分別為（從左至右）：馬、虎、豕、犬、鼠、象、豸、龜、爿(床)、為、疾

## 收藏

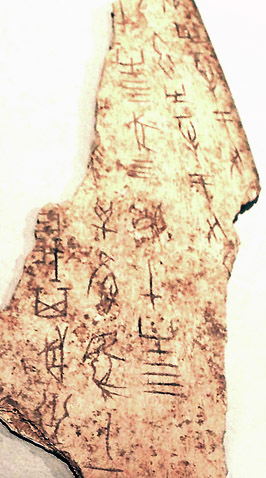
德國收藏的甲骨文

陈梦家曾估计为10万片。甲骨发掘存世的有十五萬四千片，其中中國大陆藏有十萬多片，台湾藏有三萬多片，香港藏有90片，其他国家如日本、英國、德國、加拿大、瑞典等12个国家藏有大約兩萬七千多片。

## 研究

上方的是商代金文，中間是甲骨文，下方是現代楷書；這是各個不同字體的差異對比

孫詒讓的甲骨文研究主要反映在他的《契文举例》和《名原》两部著作中。《契文举例》成书于光绪甲辰年（1904），全书分为上下两卷，共十篇：释日月、释贞、释卜事、释鬼神、释人、释官、释地、释礼（以上上卷）、释文字、杂例（以上下卷）。其中《释日月》主要解释干支字及纪日纪月法；《释贞》考释甲骨占卜制度及辞例；《释卜事》考释甲骨占卜的内容范围；《释鬼神》考释甲骨卜辞中涉及的鬼神祭祀对象；《释人》考释卜辞中所涉及的人物；《释官》考释卜辞中所涉及的官名；《释地》考释卜辞中所涉及的方国及地名；《释礼》考释卜辞中涉及的典礼制度。以上各篇从标题看好像是讨论甲骨卜辞所反应的内容和相关的商代文化制度，但事实上是在考释文字的基础上来谈的，宗旨仍在于文字考释。下卷《释文字》以考释一般文字为主，其中有少数文字的考释在上卷各篇中已经涉及；《杂例》仍考释甲骨占卜之例。从今天的眼光来看，《契文举例》我们主要是看作孙氏甲骨文字考释的专著。
《名原》撰写于光绪乙巳年（1905），是在《契文举例》的基础上而写成的，可以看作是一部纯粹的文字学著作。孙氏在《叙录》中谈到该书的创作主旨：
自宋以来，彝器文间出，考释家或据以补正许书之讹阙。迩年又有龟甲文出土，尤简渻奇诡，间有原始象形字。或定为商时契刻，然亦三代瑑迹尔。余少耆读金文，近又获见龟甲文，咸有撰录。每惜仓沮旧文不可复睹，窃思以商周文字展转变易之迹，上推书契之初轨，沈思博览，时获塙证。……今略摭金文、龟甲文、石鼓文、贵州红岩古刻，与《《说文》》古籀互相校勘，楬其歧异以著省变之原，而会最比属，以寻古文、大小篆沿革之大例。约举辜较，不能备也。

不同時期的秋字

可见孙氏意在以金文和甲骨文——尤其是包含较多象形文字的甲骨文——探求汉字造字本原，以补正许慎《说文解字》之失，并考查汉字演变沿革的规律。此书亦分上下二卷，列原始数名、古章原象、象形原始（以上上卷）、古籀撰异、转注楬橥、奇字发微、说文补阙（以上下卷）七篇。孙氏对于金文可以说是非常熟悉的，眼光也很敏锐。《名原》的大多数的讨论都是先举金文，然后再通过偏旁分析和文字形体的类比而涉及甲骨文字。各篇凡涉及对甲骨文字的考释，大多数与《契文举例》是一致的，但也有新的考释，有些地方还修正了《契文举例》中的失误。
民国六年（1917年），王国维發表了第一篇甲骨文研究的學術論文《殷卜辞中所见先公先王考》。王国维利用甲骨文的實物資料證實了司馬遷《史記·殷本紀》中對商朝的記載，即自商湯建國到商紂滅亡，有三十一王，歷經六百多年；同時，王國維也更正了一些《史記》中的錯誤，如：上甲以后的世系次序应为“报乙—报丙—报丁—示壬—示癸”，《史记·殷本纪》误为“报丁—报乙—报丙—主壬—主癸”，又發現王亥之名「乃知王亥為殷之先公」，與《呂氏春秋》、《史記·殷本紀》、《三代世表》及《漢書·古今人表》所記載的胲、核、該、王冰、振和垓，「實係一人」，有“中宗”称号的本来是祖乙，《史记·殷本纪》误为大戊，《史记殷本纪》误康丁为庚丁、误文丁为大丁。
早期曾从事甲骨文研究的学者有罗振玉、丁山、武龙章、王襄、商承柞、叶玉森、陆懋德、胡光煒、程憬、林义光、柯昌济、马衡、容庚、闻宥、余永梁、陈邦怀、陈邦福、张凤、罗福成等人。王襄還著有《甲骨文字典》以及《室殷契征征文》。1904年，孫詒讓依據《鐵雲藏龜》，寫成《契文舉例》一書。羅振玉著《殷墟書契》、《殷墟書契奢華》、《鐵雲藏龜之餘》、《殷商占卜文字考》、《殷墟書契考釋》等有關甲骨文的書。董作賓著有《殷虛文字甲編》、《殷虛文字乙編》、《殷虛文字外編》。1933年董作宾在《甲骨文断代研究例》中提出的十项标准，即：世系、称谓、贞人、坑位、方国、人物、事类、文法、字形、书体，其核心断代标准是：世系、称谓、贞人，並依此把甲骨文分为五期——第一期：武丁及以前，第二期：祖庚、祖甲；第三期：癛辛、康丁；第四期: 武乙、文丁；第五期：帝乙、帝辛。金石学者王本兴把已有定论的甲骨文字归集成册，编成《甲骨文字典》，与北京工艺美术出版社刘艳霞合作增加了汉语拼音索引，使检索更容易，开创了甲骨文拼音索引编典的先河。1931年，周予同《關於甲骨學》一文提出「甲骨學」這個名詞。朱芳圃在1933年出版了专著《甲骨学文字编》，1935年又出版了《甲骨学商史编》。
| 董作賓                             | 陳夢家                   | 李學勤           |
| 一期（27代武丁時代）               | 賓組, 武丁卜辭           | 賓組             |
| 二期，文武丁卜辞                   | 出组，庚甲卜辞           | 出组             |
| 三期（30代祖辛，31代康丁兄弟時代） | 康丁卜辞、何组，廪辛卜辞 | 无名组、何组     |
| 四期（32代武乙，33代文武丁時代）   | 子组、武组、武文卜辞     | 何組、武组、历组 |
| 五期（34代帝乙，35代帝辛親子時代） | 乙辛卜辭                 | 黃組             |

目前发现有大约15万片甲骨，甲骨文有4,672个单字，其中1,723個字可隸定，大部分的字義仍不可解。甲骨文使用了象形、指事和会意等汉字造字的方法。在字的使用上可以看出假借的造字方法。形声字占20%到25％左右。中国商代和西周早期以龟甲來記載，甲骨的內容涉及天文、气象、地理、职官、畜牧、宗教等方面。甲骨文的会意字，求意思明确，甲骨文的体積和甲骨文的繁简往往决定文字的大小。
2017年，中国文字博物馆斥巨资，以“破译单个甲骨文奖励10万元”的天价悬赏一批总量近3500字需要释读的疑难甲骨文，换言之，这次中国文字博物馆悬赏破译甲骨文的奖励基金，将达到3.5亿元人民币。

## 內容

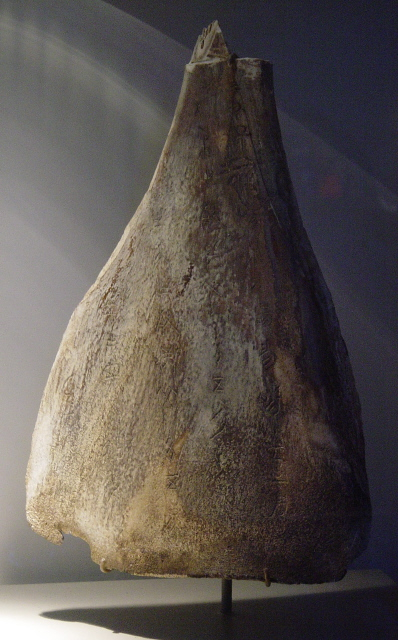
刻在肩胛骨上的甲骨文

- 1914年罗振玉《殷墟书契考释》中释出人、地名外的甲骨文字485个，至1927年的增订本增加到571字。

- 1933年董作宾发表论文《甲骨文断代研究例》，提出了“贞人集团”的概念。貞人是商朝記事的史官，代表商朝的知識份子。董作宾论文中提出了除世系、称谓、贞人以外的其他七项断代标准，即坑位、方国、人物、事类、文法、字形、书体。坑位指甲骨出土的地區。文法是指卜辭的文法。書體是甲骨文的書寫風格。

- 陈梦家在《甲骨断代与坑位——甲骨断代学丁篇》一文中创用了“宾组”、“自组”等名称，将董氏提出的一期、二期、三期的贞人集团分别称为“宾组”、“出组”、“何组”。並通过贞人（卜人）来给甲骨分组[35]。對於董作宾提出了“文武丁卜辞时代之谜”的分期说，陈梦家提出异议，他把“文武丁卜辞”分为“子组”“㠯组”“午组”三组卜辞，并且认为它们都属于第一期武丁时代。

- 李学勤在《论“妇好”墓的年代及有关问题》一文中提出“历组”名称[36]，又在《小屯南地甲骨与甲骨分期》一文中提出了“无名组”名称。李学勤认为陈梦家所分出的宾组、自组、出组、何组、黄组，必須再加上历组、无名组。

- 黄尹一词在殷商甲骨文中大量出现，郭沫若、吴丽婉则认为是伊尹的另一个称谓[37]。又有學者指應為「寅尹」；蔡哲茂則認同張政烺看法，認為伊尹身為黃族首領，實為商王武丁的聯姻對象，後世傳說他有廚師身分則不足徵。[38]李元星认为“黄尹”是黄帝[39]。

- 殷墟的甲骨上刻的並不完全是卜辭，也有战争的记事残文，例如《甲骨文合集》编号“36481正、反”收錄的“小臣墙刻辞”。[40]
- 甲骨文中有“黃示”一詞，丁山認為黃示即是黃神，指黃帝[41]。

## 異議
- 黃奇逸在《商周研究之批判——中國古文字的產生與發展》一書中，提出甲骨文不是卜辭而是「錄辭」的結論，並舉出了甲骨文舊體系在文字考釋中常犯的錯誤，比如不該出現假借字，如「有」字被通假為又、侑、尤、祐。比如釋讀出一個字，若在其他文句中不通，則采取各種方法讓它硬通，若無法讀通，則置之不理，等等。

- 璩效武《甲骨文字辨釋》以甲骨文單字、成句乃至全版釋讀例証，提出甲骨文是殷商政府及商王室文檔的觀點，試圖推翻甲骨文是卜辭的定論。

## 学者
早期：劉鶚、甲骨四堂（罗振玉、王国维、郭沫若、董作宾）、孫詒讓、王襄、白川靜、朱芳圃、吳其昌、内藤湖南、唐兰、明義士、丁山、屈萬里、貝塚茂樹、胡光煒、杨树达、容庚、于省吾、陈梦家、曾毅公、陳邦懷、孫海波、徐中舒、胡厚宣、李孝定、张秉权、金祥恒、島邦男、松丸道雄、姚孝遂、劉淵臨等。
现今：饶宗颐（香港中文大學）、裘锡圭（復旦大學出土文獻與古文字研究中心）、李学勤（清華大學）、林澐（吉林大學）、吳振武（吉林大學）、陳煒湛（中山大學）、李家浩（北京大學）、黄天树（首都師範大學）、趙誠（中華書局）、夏含夷（芝加哥大學東亞語言文明系）、鄭振香（中國社會科學院考古研究所）、劉一曼（中國社會科學院考古研究所）、曹定云（中國社會科學院考古研究所）、王宇信（中國社會科學院歷史研究所）、孟世凱（中國社會科學院歷史研究所）、宋鎮豪（中國社會科學院歷史研究所）、蔡哲茂（中央研究院歷史語言研究所）、李宗焜（中央研究院歷史語言研究所）、許進雄（臺灣大學）、朱歧祥（東海大學）、高嶋謙一（加拿大英屬哥倫比亞大學）、黃德寬（安徽大學）、刘钊（復旦大學出土文獻與古文字研究中心）、沈培（香港中文大学）、陈剑（復旦大學出土文獻與古文字研究中心）、李洪琪（西安交通大學）等等。

## 相關參考論著資料
與甲骨文相關的參考文獻包括：

### 拓本、合集
- 郭沫若主編、胡厚宣總編輯：《甲骨文合集》
- 中國社會科學院考古研究所：《小屯南地甲骨》，《殷墟花園莊東地甲骨》，《殷墟小屯村中村南甲骨》
- 島邦男：《殷墟卜辭綜類》
- 姚孝遂主編：《殷墟甲骨刻辭摹釋總集》
（收有《甲骨文合集》、《小屯南地甲骨》、英國《英國所藏甲骨集》、加拿大《懷特氏等所藏甲骨文集》、日本《東京大學東洋文化研究所藏甲骨文字》）
- 姚孝遂主編：《殷墟甲骨刻辭類纂》（按類別分類）
- 宋鎮豪：《甲骨文獻集成》

### 通釋
- 李孝定：《甲骨文字集釋》
- ：《甲骨文字釋林》
- 主編、姚孝遂按語編纂：《甲骨文字詁林》
- 松丸道雄：《甲骨文字字釋綜覽》
- 孟世凱：《甲骨學辭典》
- 璩效武：《甲骨文字辨釋》

### 通論
- 陳夢家：《殷虛卜辭綜述》
- 張秉權：《甲骨文與甲骨學》
- 王宇信：《甲骨學通論》（修訂本）
- 王宇信主編：《甲骨學一百年》
- 黃奇逸：《商周研究之批判提要》、《商周研究之批判辨疑》

### 字典及文編
- 劉鶚：《鐵雲藏龜》
- 孫海波：《甲骨文編》
- 徐中舒：《甲骨文字典》

### 論文集
- 胡厚宣：《五十年甲骨學論著目》（一八九九-一九四九）
- 王宇信：《新中國甲骨學論著目》（一九四九-一九八六）
- 王宇信：《西周甲骨論著目》

## 圖例

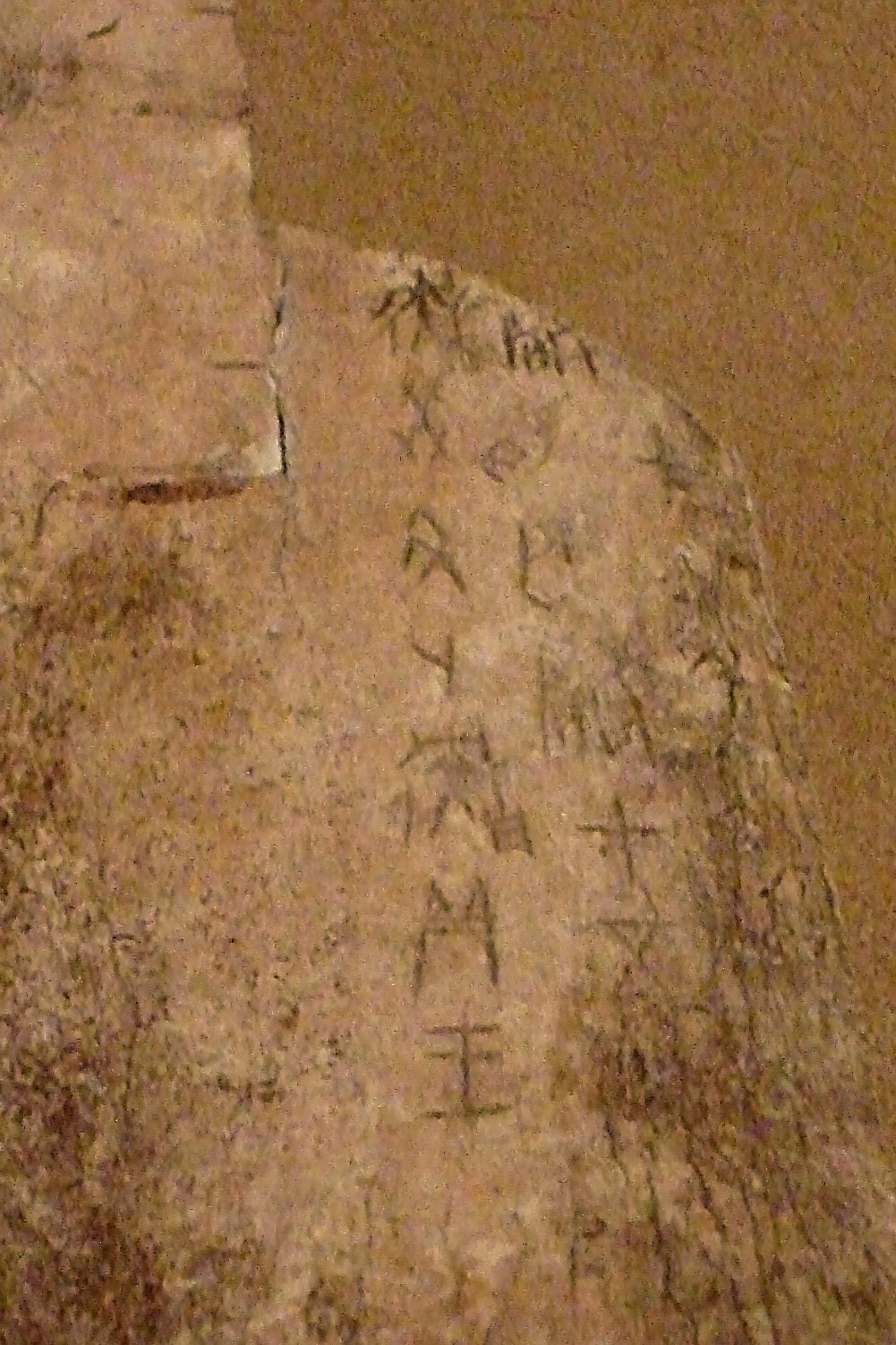
這塊刻著甲骨文的骨頭，是商朝國君占卜十天內是否會有不詳的事發生
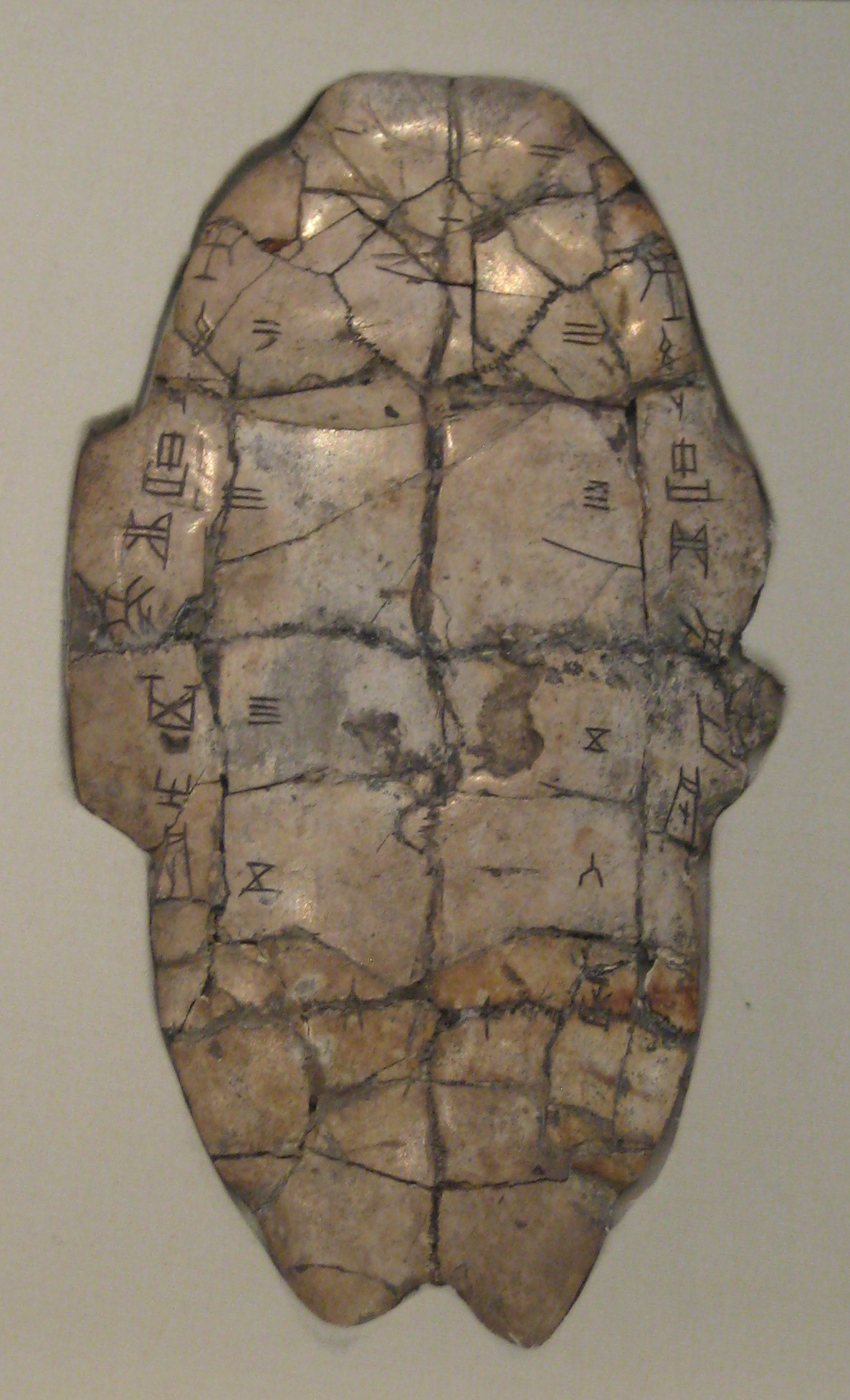
商朝國君武丁用於占卜神諭的龜腹甲
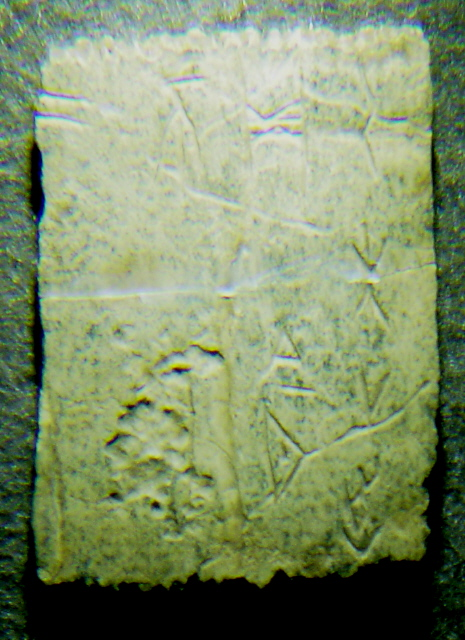
占卜版上的甲骨文
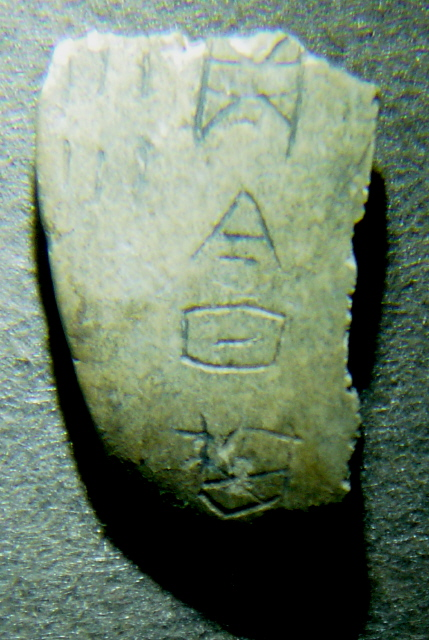
與祈雨相關的甲骨文：「今天，會下雨嗎？」（原文：「貞：今日，其雨？」）[來源請求]
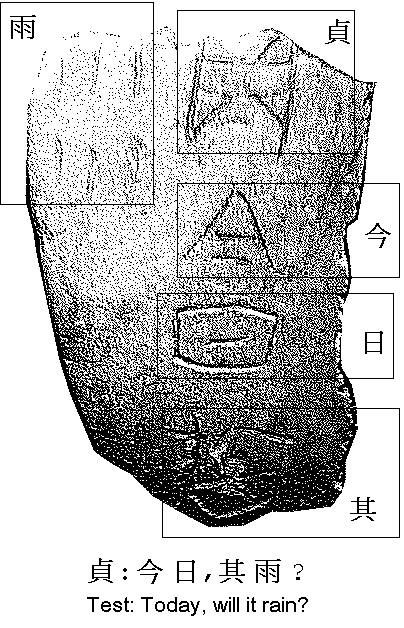
與祈雨相關的甲骨文（註解）
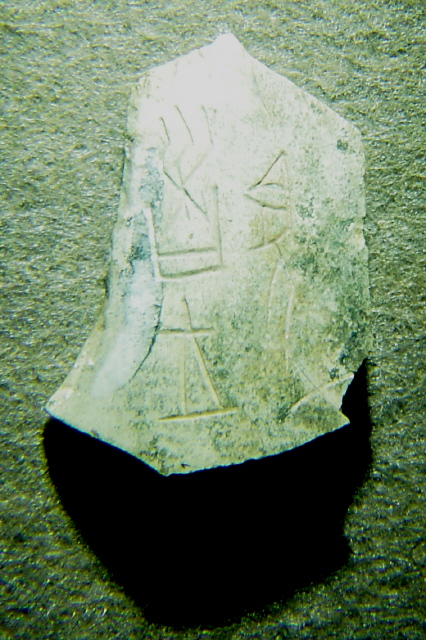
春的甲骨文
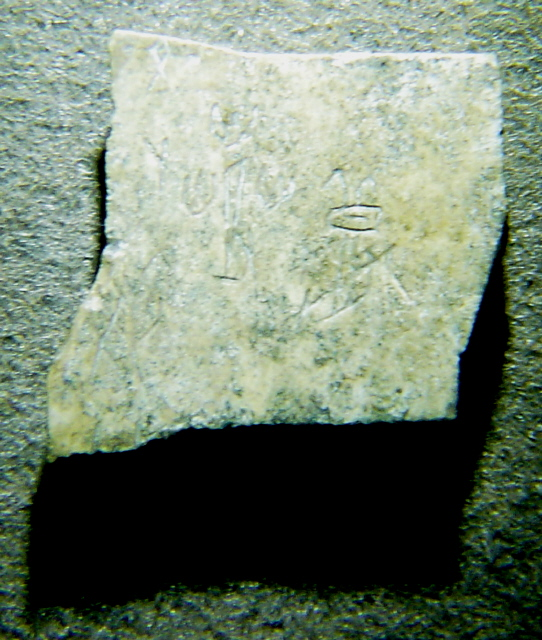
秋的甲骨文
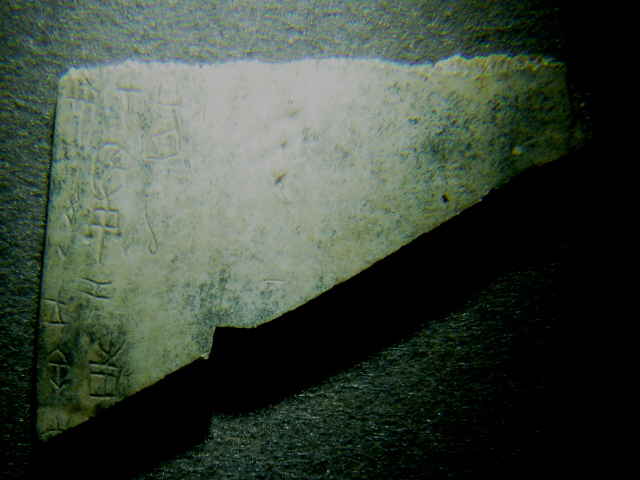
冬的甲骨文

## 参見
- 陶文
- 占卜
- 卜辞
- 甲骨学
- 周原卜辞